# Gamzigrad
Gamzigrad (Kirin Serbia: Гамзиград, phát âm [ɡǎmziɡraːd] ⓘ) là một địa điểm khảo cổ, khu nghỉ dưỡng spa và di sản thế giới được UNESCO công nhận nằm tại phía nam sông Danube, gần thành phố Zaječar, Serbia. Đây là vị trí của quần thể cung điện và đền thờ La Mã cổ đại Felix Romuliana (tiếng Serbia: Феликс Ромулијана / Feliks Romulijana) được xây dựng dưới thời hoàng đế Galerius ở tỉnh Dacia Ripensis. Tổng diện tích của khu vực chính là 10 mẫu Anh (40.000 m2).

## Lịch sử
Bên cạnh làng Gamzigrad có phế tích của một quần thể công trình xây dựng to lớn của Đế quốc La Mã, gọi là Felix Romuliana, một trong số công trình xây dựng quan trọng nhất của đế quốc này tại châu Âu. Những người thám hiểm trước kia đã tin rằng phế tích cổ này là một trại quân của người La Mã, vì quy mô rộng lớn của nó cùng vô số các ngọn tháp. Công việc khai quật khảo cổ có hệ thống bắt đầu từ năm 1953 đã phát hiện ra nơi này trên thực tế là một dinh thự của hoàng đế. Dinh này được một trong tứ đầu chế (cai trị đế quốc La Mã) là hoàng đế Galerius xây dựng. Ông là con nuôi và con rể của đại hoàng đế Diocletianus (244-311). Galerius khởi công xây dựng từ năm 289 (sau một trận thắng quân Ba Tư đem lại sự ngưỡng mộ và vinh quang cho ông) để đánh dấu nơi sinh của mình. Tên Felix Romuliana được đặt để tưởng niệm người mẹ của ông là Romula, cũng là một bà thầy cúng tà giáo. Quần thể công trình xây dựng này gồm các đền thờ và dinh thự dùng cho 3 mục đích chính: nơi thờ cúng thần thánh cho mẹ, một lăng mộ cho mình với tư cách một hoàng đế và một lâu đài sang trọng xa hoa dành cho mình khi về hưu, sau khi thoái vị. Quần thể công trình kiến trúc Romuliana tồn tại cho tới giữa thế kỷ thứ 5, khi người Hung đến cướp phá. Sau đó nơi này trở thành nơi định cư tầm thường của các nông dân và thợ thủ công, rồi cuối cùng bị bỏ hoang vào đầu thế kỷ thứ 7, khi người Slav tới đây.
Việc khai quật khảo cổ bên trong khu pháo đài đã đào lên di tích một tổ hợp dinh thự với các tranh khảm đặc biệt tinh vi, trong đó có tranh Adonis và tranh các cảnh săn bắn, các nhà tắm và các cổng to lớn. Nhiều nơi chôn giấu các đồng tiền vàng La Mã có giá trị lớn cũng tìm thấy ở nơi đây.
Trong số các vật quan trọng tìm thấy ở đây có các tượng chân dung các hoàng đế La Mã được làm bằng đá tím Ai Cập gọi là pocfia cùng các tiền kim loại, giúp cho việc xác định niên đại của quần thể công trình xây dựng này được chính xác.
Trong khóa họp thứ 31 của Ủy ban UNESCO tại Christchurch, New Zealand từ ngày 23 tháng 6 tới ngày 2 tháng 7 năm 2007, Ủy ban đã quyết định đưa quần thể công trình kiến trúc này vào danh sách di sản thế giới dưới tên "Gamzigrad-Romuliana, Cung điện của Galerius". Felix Romuliana là nơi thu hút du khách với các liên kết tới nơi sinh của trên 17 hoàng đế La Mã trên lãnh thổ nay là Serbia.

## Các hoàng đế La Mã
Ba hoàng đế La Mã đã sinh tại khu vực này, ngày nay là Zaječar, Serbia.
- Galerius cai trị 293-311
- Maximinus cai trị 305-312
- Licinius cai trị 308-324

## Hình ảnh

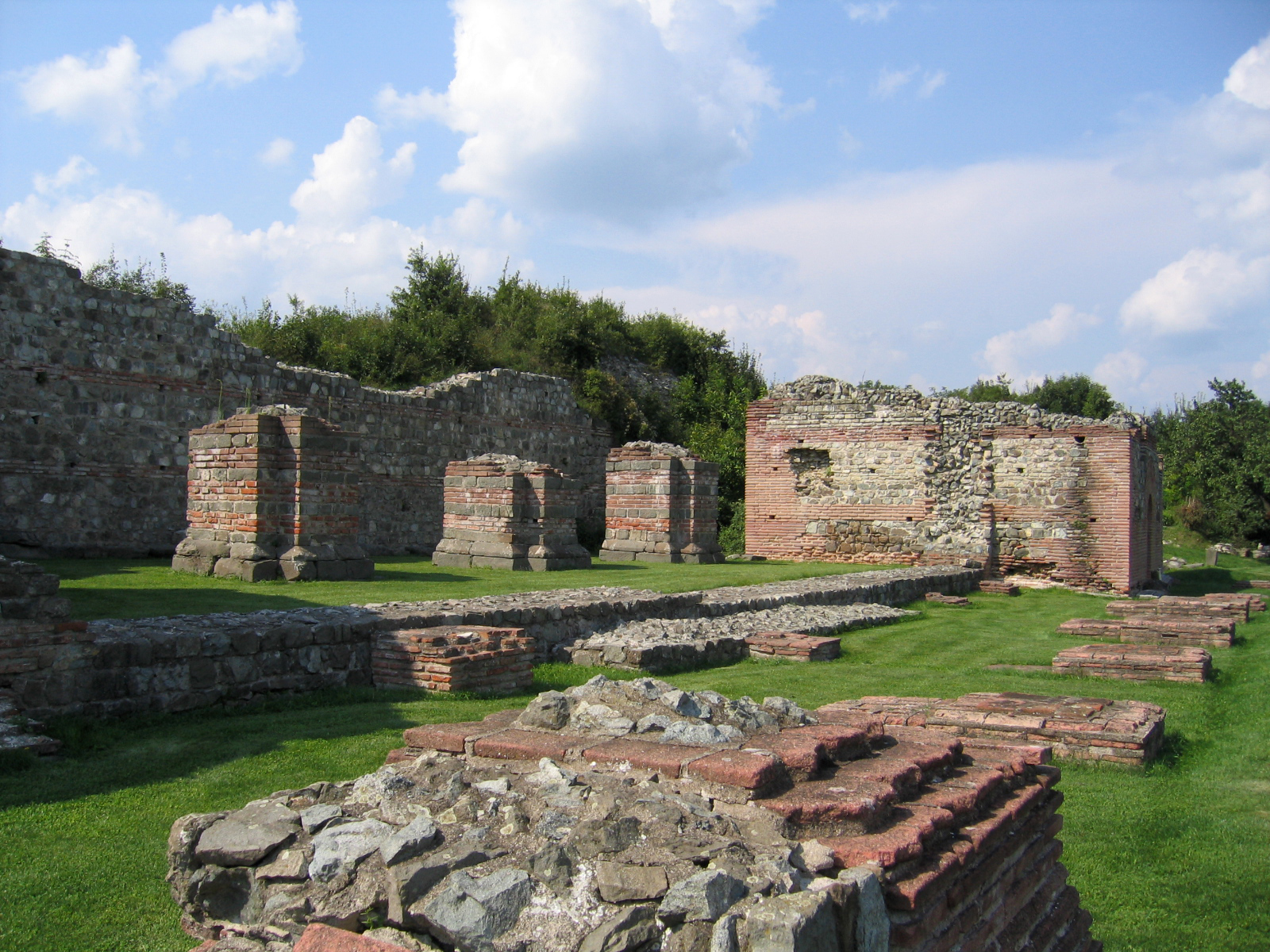
Khu vực cổng
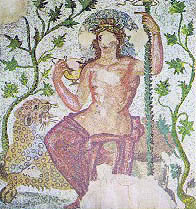
Bức tranh khảm của thần Dionysus Hy Lạp
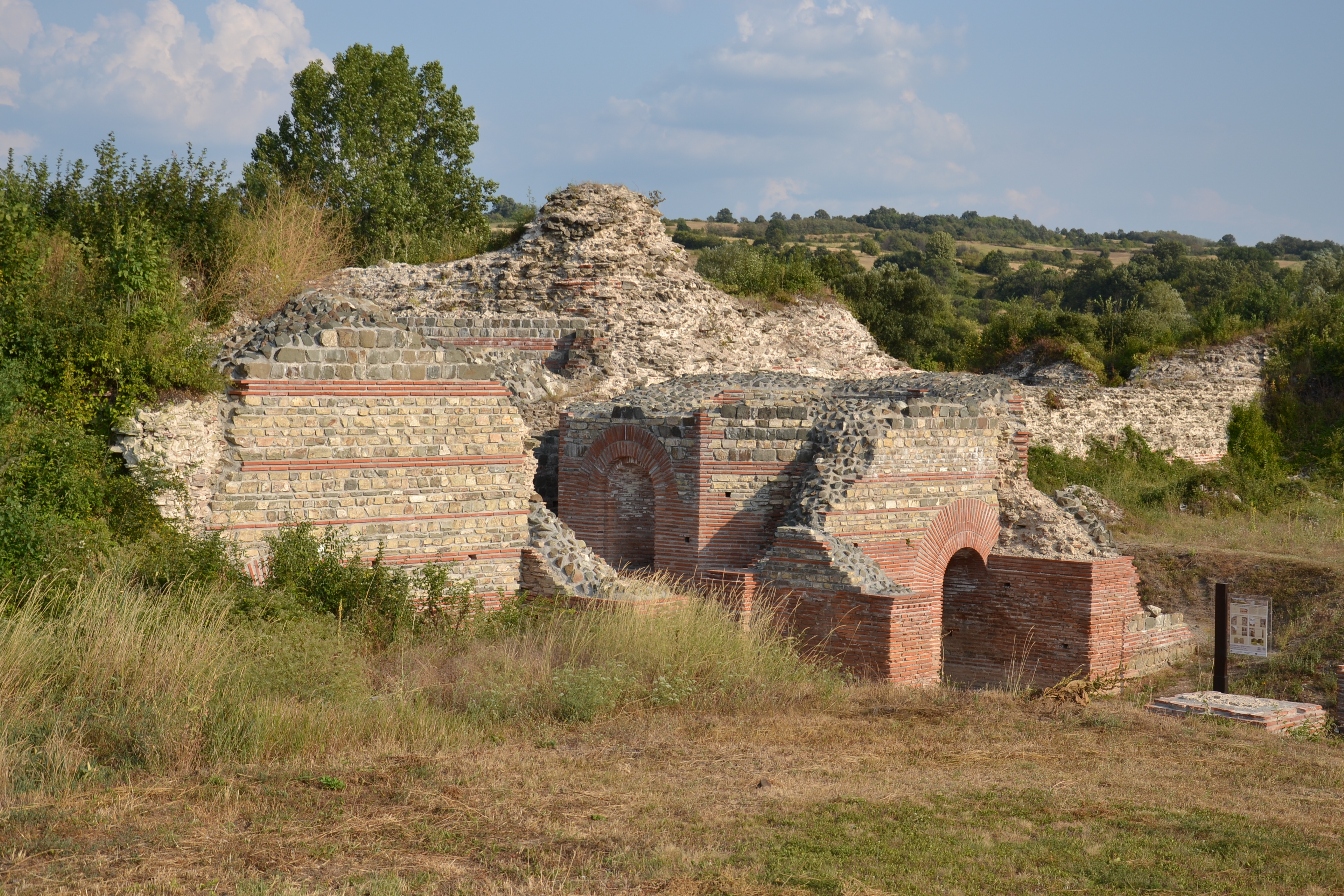
Tàn tích của Cổng phía Đông
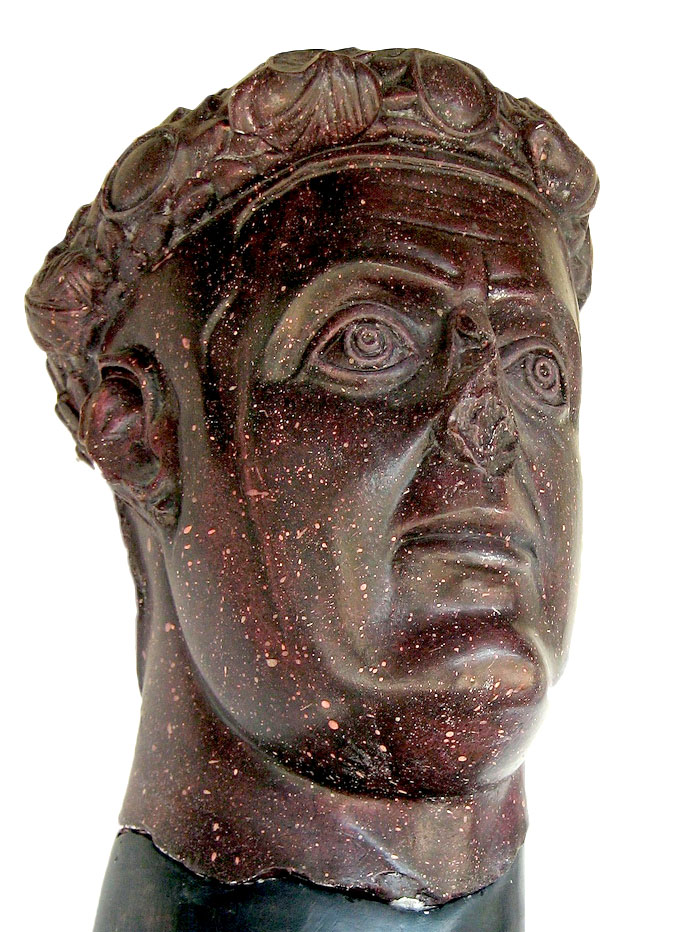
Tượng đầu của Galerius, được tìm thấy tại đây
Bản thiết kế
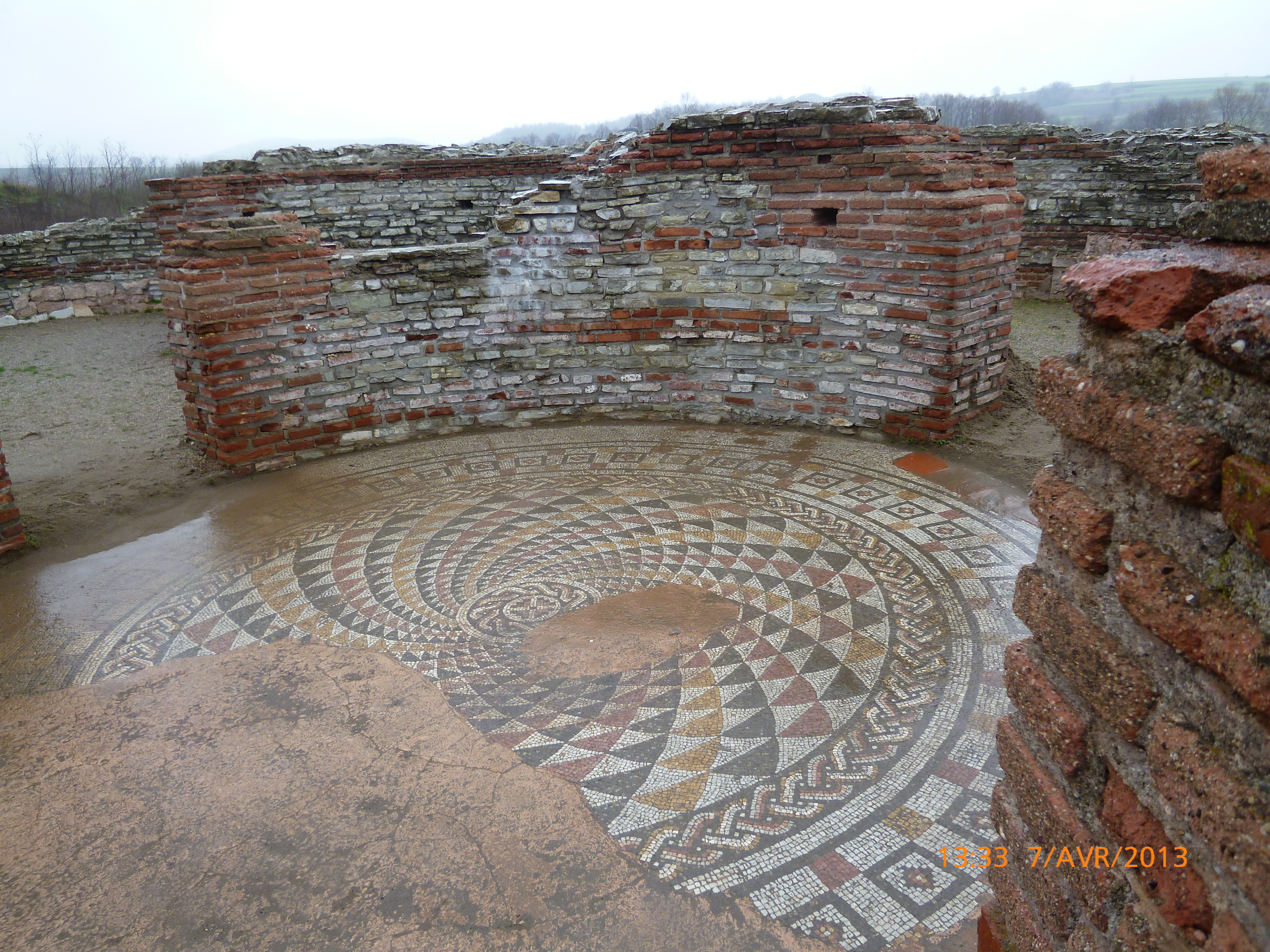
tàn tích của cung điện với sàn khảm
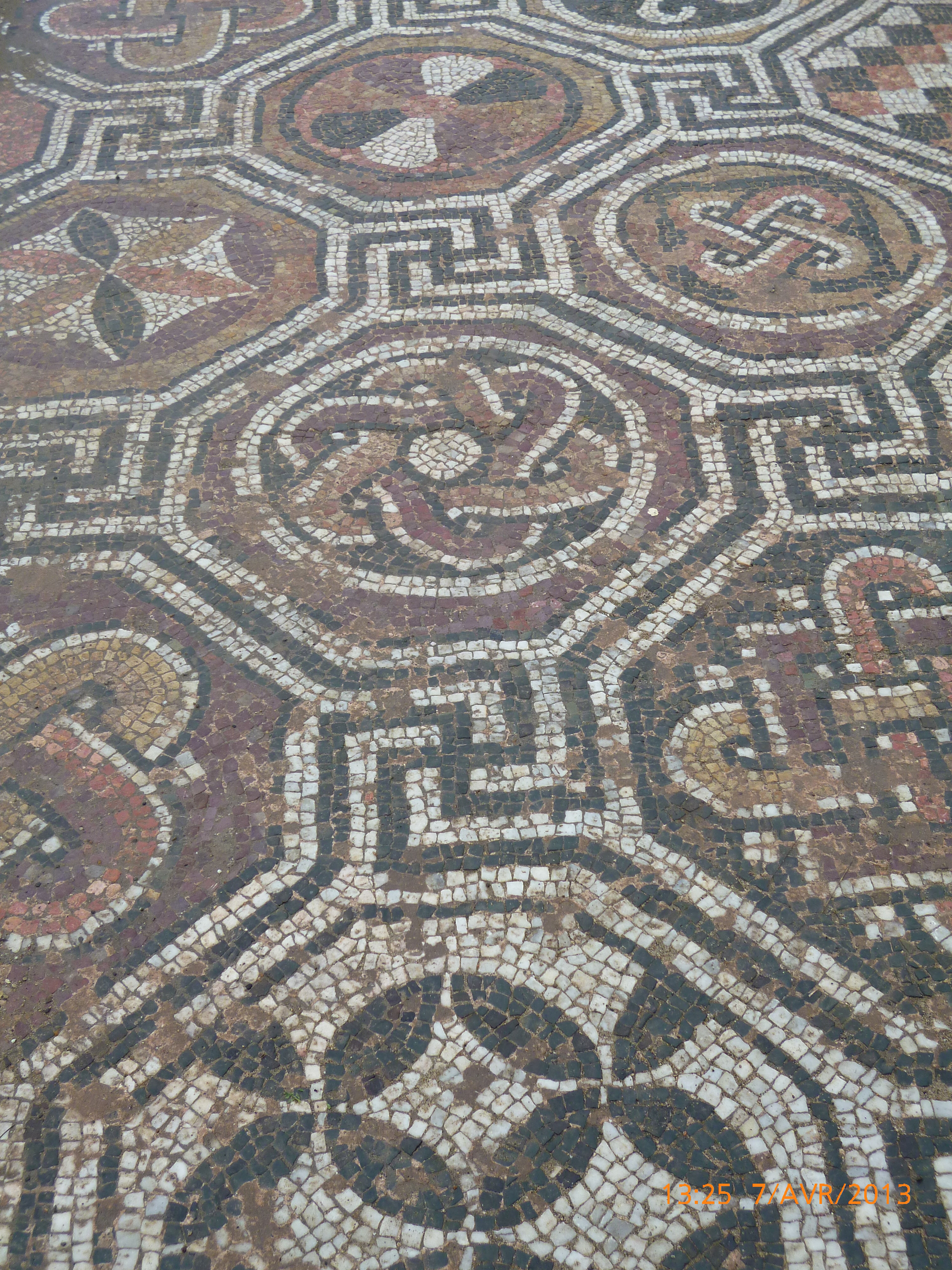
Chi tiết khảm